# Noli me tangere (Tizian)
Noli me tangere (latinska izgovorjava: [Ne dotikaj se me]) je Tizianova slika iz okoli leta 1514, epizode Noli me tangere v Janezovem evangeliju. Slika, ki prikazuje Jezusa in Marijo Magdaleno kmalu po Vstajenju, je narejena v olju na platnu in je od 19. stoletja v zbirki Narodne galerije v Londonu.

## Zgodovina
Delo je okoli leta 1648 videl Ridolfi v zbirki Muselli v Veroni in leta 1727 je bilo vključeno med slike v zbirki vojvode Orleanskega. Po nekaj prehodih je leta 1856 z Rogersovo zapuščino prišla v londonski muzej.
Od Cavalcaselle se slika soglasno nanaša na Tizianovo mladostno dejavnost, pri čemer je nekdo (Richter, Tietze) domneval izvirno Giorgionejevo idejo. Med obnovo so rentgenski žarki odkrili drugačen položaj Kristusa na spodnji risbi.

## Opis in slog
Prizor Noli me tangere se odvija na ozadju bukolične pokrajine, s figuro Kristusa na levi in Magdalene na desni, ki kleči v utrinku, ki spominja na žensko na Tizianovi sliki Čudež ljubosumnega moža. Levo olistano drevo, značilno za Tizianov slog, vizualno podaljšuje lik Kristusa in mu daje večjo monumentalnost. Pokrajina hiš na desni je identična Giorgionejevi Speči Veneri, ki jo je prav tako retuširal Tizian.
Intenzivna kromatika, ki se zgleduje po načelih tonalizma, ustvarja velika barvna polja, ki dajejo figuram izrazno moč. Kljub nekaterim nejasnostim v volumetrični konstrukciji Magdalene slika izstopa po nežnem vstavljanju figur v pokrajino in po materialnih učinkih v tkaninah, podanih s hitro in okretno potezo čopiča.